# 겐초마에역 (히로시마현)
겐초마에역(일본어: 県庁前駅, けんちょうまええき 켄초오마에에키→현청앞역)은 일본 히로시마현 히로시마시 나카구에 있는 히로시마 신교통 1호선의 역이다.
| 1 | ■ 하행 | 조호쿠 · 신하쿠시마 · 우시타 · 기온신바시키타 · 나카스지 · 오마치 · 가미야스 · 다카도리 · 조라쿠지 · 오바라 · 오즈카 · 고이키코엔마에 방면 |
| 2 | ■ 상행 | 혼도리 방면 |

히로시마 고속 교통의 겐초마에 역은 섬식 승강장 1면 2선의 구조를 갖춘 고가역이다.

## 같이 보기
- 히로시마 고속 교통 히로시마 신교통 1호선
- 히로시마 고속 교통

| 히로시마 고속 교통 히로시마 신교통 1호선 | 히로시마 고속 교통 히로시마 신교통 1호선 | 히로시마 고속 교통 히로시마 신교통 1호선 |
| ---------------------------------------- | ---------------------------------------- | ---------------------------------------- |
| 혼도리 방면                              | ■ 아스트램 라인                          | 조호쿠 고이키코엔마에 방면               |